# 브래드포드 힐 판정
인과 관계에 대한 Hill의 기준 이라고도 알려진 Bradford Hill 기준은 추정 된 원인과 관찰 된 효과 사이의 인과 관계에 대한 역학적 증거를 확립하는 데 유용한 9 가지 원칙의 목록이며 공중 보건 연구에 널리 사용되었다. 이는 1965년 영국의 전염병 학자 오스틴 브래드 포드 힐 경에 의해 세워졌다.
1996년에 Fredricks와 Relman은 미생물 병인 에 관한 세미나 논문에서 Hill의 기준에 대해 언급했다.

## 정의
1965년 영국 통계 학자 오스틴 브래드 포드 힐 경은 추정 원인과 관찰된 효과 사이의 인과 관계 에 대한 역학적 증거를 제공하기 위해 9가지 기준 세트를 제안했다. (예를 들어, 그는 흡연과 폐암 사이의 연관성을 보여주었다. ) 기준 목록은 다음과 같다.
1. 강도 ( 효과 크기 ) : 연관성이 작다고해서 인과 관계가 없음을 의미하지는 않지만 연관성이 클수록 인과 관계 일 가능성이 높다.
2. 일관성 ( 재현성 ) : 서로 다른 장소에서 서로 다른 샘플을 사용하여 서로 다른 사람이 관찰 한 일관된 결과는 효과의 가능성을 강화한다.
3. 특이성 : 특정 부위 및 질병에 매우 특정한 집단이 있고 다른 설명이없는 경우 원인이 될 수 있다. 요인과 효과 간의 연관성이 더 구체적 일수록 인과 관계의 가능성이 커진다.[1]
4. 시간성 : 효과는 원인 이후에 발생해야 한다 (원인과 예상되는 효과 사이에 예상되는 지연이있는 경우 해당 지연 후에 영향이 발생해야 함).
5. 생물학적 구배 ( 선량-반응 관계 ) : 노출이 많을수록 일반적으로 효과가 더 많이 발생한다. 그러나 어떤 경우에는 단순히 요인의 존재만으로도 효과를 유발할 수 있다. 다른 경우에는 반비례가 관찰된다. 노출이 많을수록 발병률이 낮아진다.
6. 타당성 : 원인과 결과 사이의 그럴듯한 메커니즘이 도움이 된다 (그러나 힐은 메커니즘에 대한 지식이 현재 지식에 의해 제한된다는 점을 지적했다).
7. 일관성 : 역학과 실험실 결과 간의 일관성은 효과의 가능성을 높인다. 그러나 힐은 "... 그런 [실험실] 증거의 부족은 연관성에 대한 역학적 영향을 무효화 할 수 없다"고 지적했다.
8. 실험 : "가끔 실험적 증거에 호소 할 수 있다."
9. 유추 : 관찰 된 연관성과 다른 연관성 간의 유추 또는 유사성을 사용한다.
10. 일부 저자는 가역성 도 고려한다. 원인이 삭제되면 효과도 사라진다.